# Amphorocalyx
Amphorocalyx je biljni rod iz porodice melastomovki smješten u tribus Melastomateae. Postoji pet priznatih vrsta čije je područje ogreaničeno na otok Madagaskar.
Rod je opisan 1887.

## Vrste
1. Amphorocalyx albus Jum. & H.Perrier
2. Amphorocalyx auratifolius H.Perrier
3. Amphorocalyx latifolius H.Perrier
4. Amphorocalyx multiflorus Baker
5. Amphorocalyx rupestris H.Perrier